# 押沙龍，押沙龍！
《押沙龍，押沙龍！》（英語：Absalom, Absalom!）是美國作家威廉·福克纳所著的一部南方哥特小说，出版於1936年10月底。该作本是1934年的《黑屋》的一部分，但那部小说没有完成面世，而《押沙龙》发展成了独立的作品。作者曾对经纪人说，他的意图是写出“一个男人出于骄傲想要一个儿子，然后他有了太多的儿子，而他们最终把他毁了”的悲剧。
当时的许多报刊评论批评了该书的写实主义风格，但也有一些评论家，如马尔科姆·考利和克林斯·布鲁克斯，认为该书是福克纳最好的作品。罗伯特·潘·沃伦认为书中“历史是进程，是让人们受到干涉的时间。”

## 写作
《押沙龍，押沙龍！》是福克纳耗时颇长、反复改写的一部作品，作者花了3年时间才完成。1934年2月他就已经开始写作这部作品，本来告诉出版商秋季交稿，然而到了8月却把该书暂时搁置。1935年初继续了该书的写作，但进度很慢，直到10月才开始第五章。之后加快了速度，1936年1月终于完成。写作该书的期间，福克纳还写了两个关于萨德本家族的短篇小说《伊万杰琳》和《沃许》，这两部书后来都被整合到《押沙龍，押沙龍！》一书之中。完成此书后，福克纳自称这是“有史以来美国人所写的最好的小说”，并附上谱系、年表，以及一幅自绘的约克纳帕塔法县地图。小说中出场的人物、涉及的地域都超过了之前的作品，一些评论家认为，这是福克纳最具史诗性的作品。

## 情节
罗沙．科德菲尔德小姐是托馬斯．萨德本的妻子艾伦之妹，與姊姊年紀相差甚遠，比外甥女朱迪思还小4岁，是见过萨德本的人裡唯一幸存者。1909年9月，年老的罗沙．科德菲尔德叫上准备到北方去上哈佛大学的昆丁．康普生，要告诉他萨德本家族的故事。萨德本原本是位庄园主人，他的庄园叫“萨德本百里地”，在县西北角，现已破败，其本人也于40多年前去世。昆丁回家后，其父康普生也给他讲了萨德本家族的故事，于是昆丁就拼凑成了一整个故事......
1833年6月的一个早晨，陌生人托马斯．萨德本来到了杰弗生镇，他从印第安酋长手中骗到一块100平方英里的处女地就离开了。两个月后，他带着20个黑奴与一名法国建筑师回来，成为当地最大的庄园主，镇上的上层人物也纷纷造访他家，在那里嬉游无度。艾伦．科德菲尔德嫁给薩爾本後生有了亨利和朱迪思一子一女，兒子亨利在大学里认识了富家子弟查尔斯．邦，邦得到了艾伦的青睐，于是和朱迪思订了婚。
南北战争爆发后，萨德本、亨利与邦恩加入邦联军。4年后，邦和亨利回乡，然而亨利却突然枪杀了邦，之後也不知所踪。艾伦已死，罗沙搬来和朱迪思一起住。萨德本想要重振家业，便向罗沙求婚，罗沙也同意了。然而萨德本却提出要罗沙为他生个儿子，罗沙觉得受辱，就离开了萨德本。萨德本于是与住在莊園裡的沃許．琼斯的外孙女米利同居，但得知米利只为他生下女儿而怒斥她，結果沃许一怒之下砍死了萨德本。
昆丁听完父亲的讲述陪罗沙去萨德本庄园，他们见到了黑人女仆克吕泰涅斯特拉（萨德本与一黑人所生的女兒）、失踪多年的亨利和查尔斯．邦的智障孙子。之后昆丁就去上大学了。当年12月，罗沙叫救护车去接亨利，克吕泰涅斯特拉放火烧了庄园，只有邦的孫子活了下来。罗沙不久病逝。一个月后昆丁得知了一切，与加拿大人施里夫·麦坎农讨论了萨德本的故事。
原来萨德本的第一任妻子是西印度群岛的富家女，但她有黑人血统。发现这点后萨德本抛妻弃子到美国发展。邦来到百里地时萨德本起了疑心，怀疑邦就是他的儿子，并告诉了亨利。亨利无法接受，就枪杀了邦，最终酿成了悲剧......

## 风格
《押沙龙，押沙龙！》是福克纳鼎盛时期的作品，神话模式、多角度叙事、意识流的技巧在该书中有了进一步发展。书中的故事对应《撒母耳记》中的古老传说，托马斯·萨德本对应着大卫王，亨利对应押沙龙，亨利枪杀查尔斯的情节与押沙龙为维护妹妹杀死同父异母的哥哥暗嫩相平行。
书中的叙事者有四个，罗沙·科德菲尔德、康普生先生、昆丁以及昆丁的同学施里夫。前三个人物都在约克纳帕塔法系列的其他小说中出现。四个叙事者都极力维护自己叙述的权威性，同时攻击其他人的权威性，使得小说具有了复调的特征。在第一个叙事者罗沙小姐的眼中，萨德本是一个“穷凶极恶的无赖和魔鬼”、“罪恶的渊薮”，诱骗了17岁的米利仅仅就为传宗接代，梦想破灭后又对其大骂，他的残忍冷酷到了无以复加的程度。而在第二个叙事者康普生先生看来，萨德本不允许邦和朱迪思结婚是因为他知道邦有一个有黑人血统的情妇。他是通过超常的意志才开拓出非凡的事业。而在昆丁看来，萨德本既是种族主义者，又是南方英雄，他的观点一定程度上混合了罗沙小姐和康普生先生的见解。而施里夫修正了昆丁的见解，从根本上批判了萨德本的种族主义。
福克纳的这种写法，使得小说显得扑朔迷离，读者难以从其中简单的归纳出一个确定的意义。有论者认为该书开了“元小说”的先河，是后现代主义的奠基之作。
像以往的作品一样，这部小说也充满了长句，子句不断出现以做出修饰、补充，混乱的时间和地点使主句难以认清，整个19世纪的南方历史借助复杂的修辞得以展开。小说中的每个叙事者在所讲的故事中都试图为自己辩解。萨德本求婚时，要孩子竟成为他要考虑的主要问题，表明了南方战败后人性的沦亡，而康普生则将一切都归结于不可知的命运。由于拒绝过去的责任，因而也就拒绝了意义，他们的故事无法让昆丁信服。而昆丁则以自身的责任感修正了他们的故事。萨德本和罗沙等人的故事既是个人的，也可以与《圣经》相对应。书中越来越多的人参与对话，一边叙述故事，一边进行解读，不断引导读者探索最终答案。